# Lanterne Verte
Das Lanterne Verte (fr. grüne Laterne) war ein Bordell-Café in Paris. Es war an der Ecke Rue de Chartres zur Rue de la Goutte d'Or im Viertel Goutte d’Or im 18. Arrondissement gelegen und gehörte zu den moderateren Massenbordellen Paris. Das Besondere dieses Bordells war, dass es keine Zimmer hatte. Der Schriftsteller und Dichter Sylvain Bonmariage beschreibt es in seinem Buch Gagneuses folgendermaßen:
Die Lanterne Verte war ein Bordell; es war als solches deklariert und in seinem großen Saal, der als Café eingerichtet war, bedienten nackte Mädchen, die das Angebot des Hauses verkörperten. Ein Schoppen Weißwein kostete einen Franc und wer mit den Mädchen ficken oder sich einen abwichsen wollte, bezahlte der Kellnerin vierzig Sous. Alles spielte sich auf einer Bank oder einem Stuhl des Etablissements ab: es gab keine Zimmer. Neueintretende Kunden überraschten in der Regel zwei oder drei Paar, die gerade im vollen Gange waren. Diese Lanterne Verte war ein gutgehendes Geschäft; Jede Kellnerin "bediente" zwischen zwölf Uhr Mittags und fünf Uhr früh im Schnitt dreißig Kunden, was ihr sechzig Francs einbrachte;
Im Gegensatz zu anderen Pariser Massenbordellen wie etwa dem Le Fourcy wurden die Prostituierten dort gerechter behandelt.
[...] ein Viertel davon gab sie der Puffmutter ab. Der Tagesverdienst eines Arbeiters betrug damals höchstens zehn Franc!
Es war aber nicht alles heil in der grünen Laterne:
Die Stühle waren in defekten Zustand, [...]
Die Lanterne Verte wurde 1921 geschlossen.